# Koncha

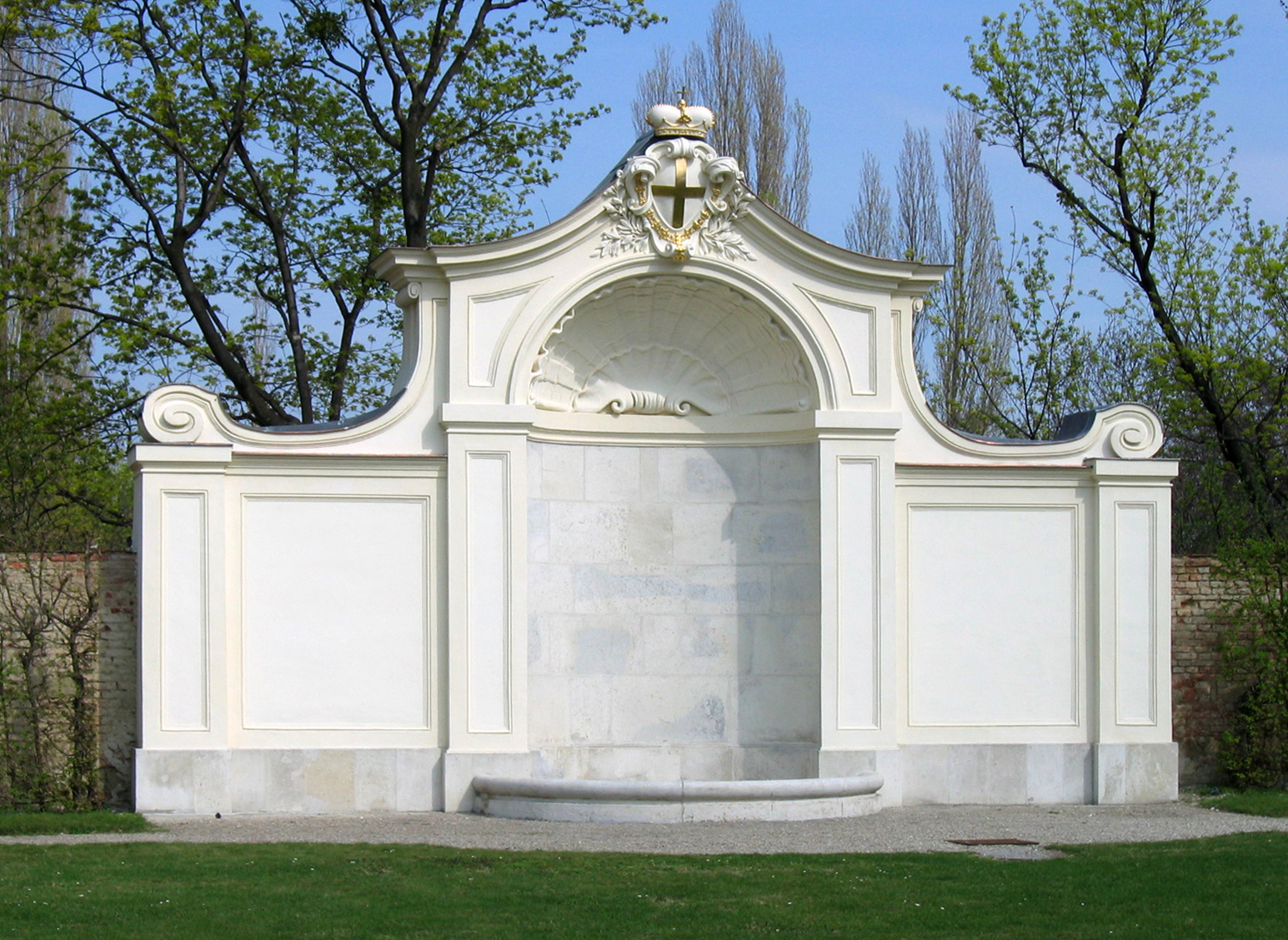
Koncha w środku

Koncha (łac. concha, gr. konche – muszla) – półkoliste sklepienie nad wnęką w kształcie połowy kopuły, przypominające kształtem muszlę; półkopuła. Sklepienie takie zwane jest też sklepieniem konchowym.